# 푸레페차인

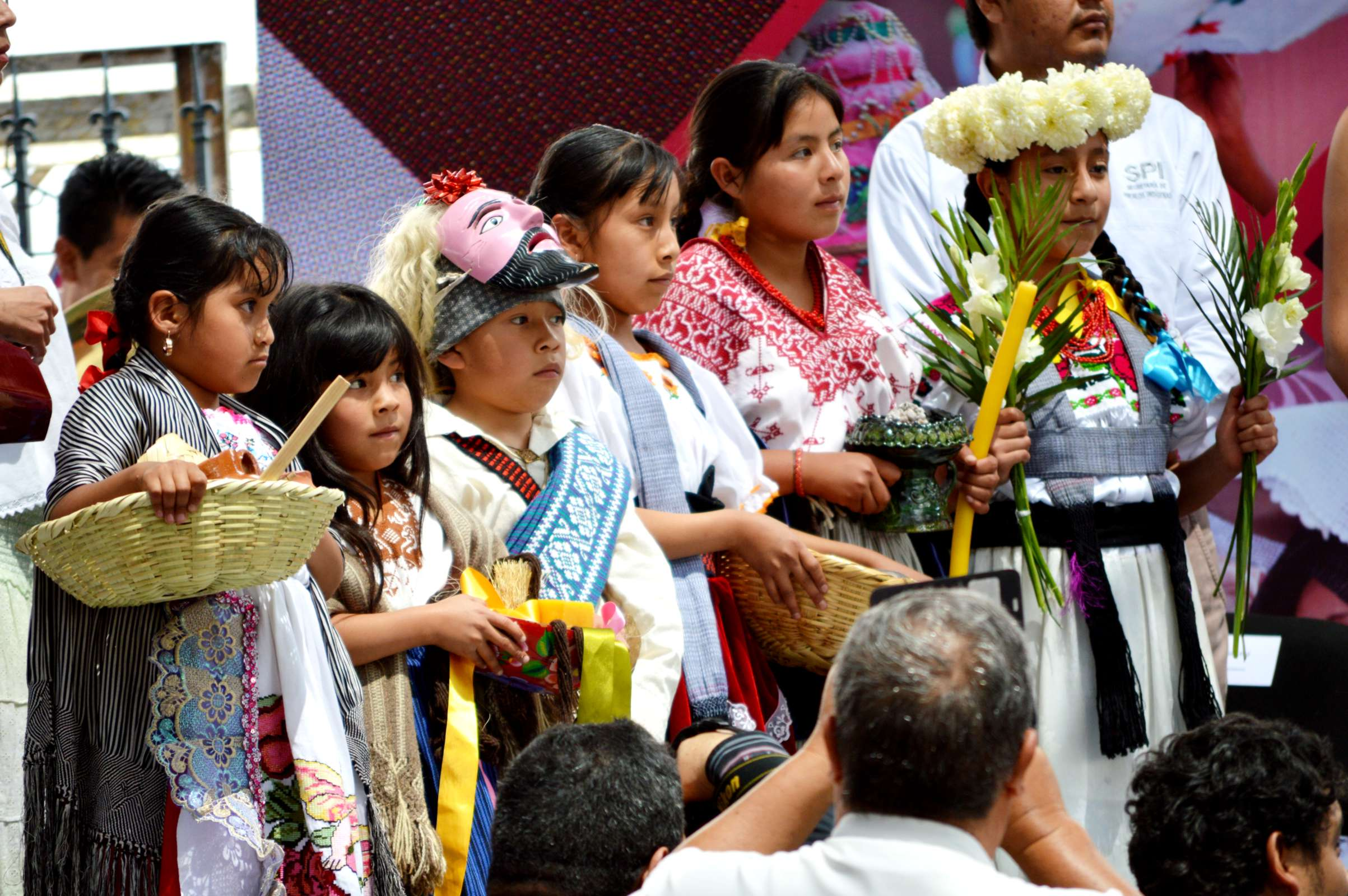

푸레페차인(Purépecha) 또는 타라스카인(Tarascan)은 오늘날 멕시코의 미초아칸주 북서부를 중심으로 거주하는 원주민 집단이다. "타라스칸"이라는 이름은 외부 명칭으로, 멸칭의 어감이 있을 수 있다. 유럽인이 오기 전까지 푸레페차 제국을 형성하여 미초아칸주뿐 아니라 과나후아토주와 할리스코주의 낮은 계곡 지대 일부까지 차지하고 있었다. 오늘날에는 미초아칸주 중부의 파트스쿠아호와 쿠이트세오호 주변의 고지대에 인구가 집중되어 있다.

## 같이 보기
- 푸레페차어